# Рамон Фольк IV де Кардона
Рамон (Раймунд) Фольк IV де Кардона (кат. Ramon Folc IV de Cardona; ок. 1180—1241) — каталонский дворянин, 6-й виконт Кардоны с 1227 по 1241 год.

## Биография

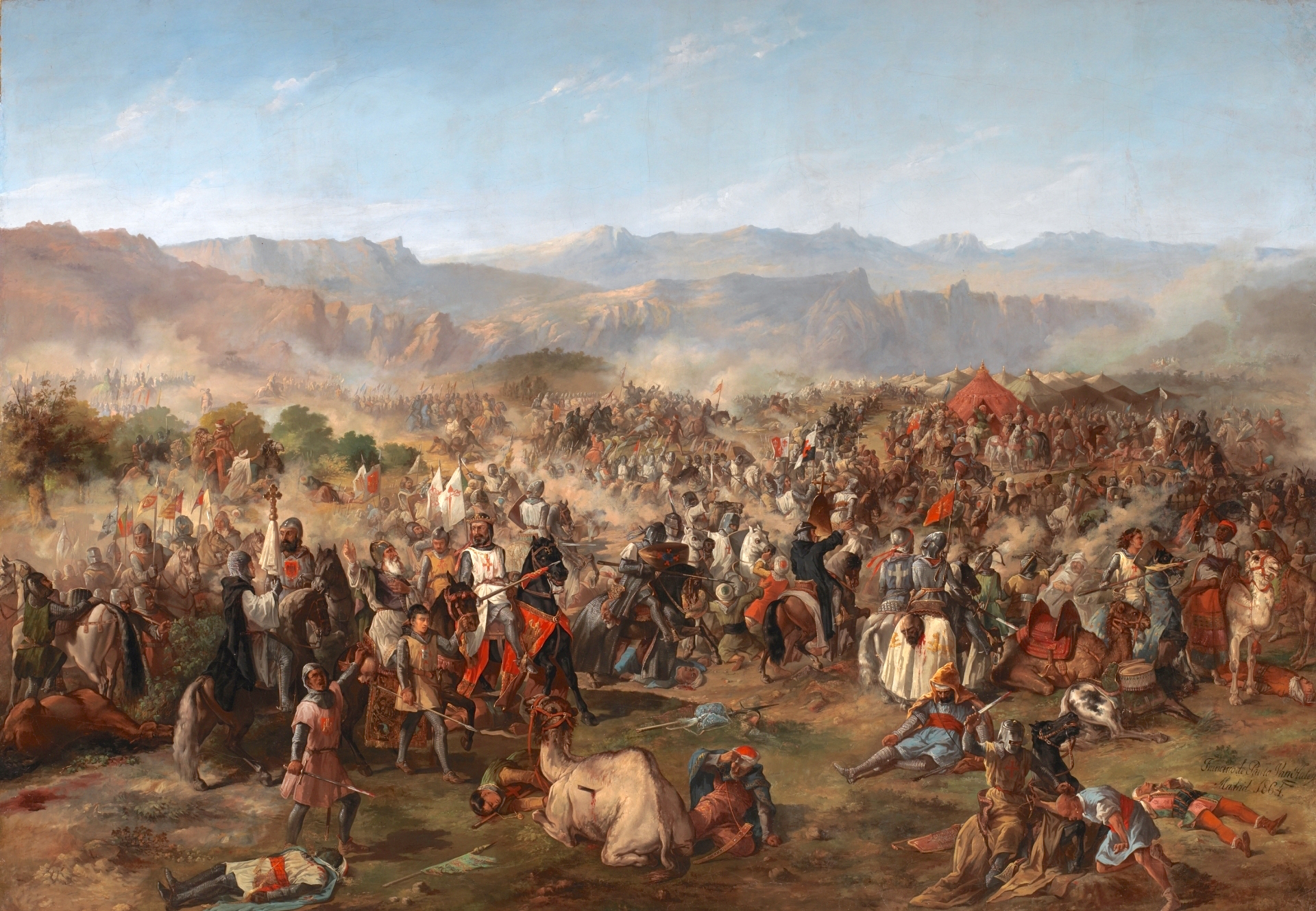
Битва при Лас-Навас-де-Толоса

Сын Гиллема (Вильгельма) Фолька I де Кардоны (1156—1225), виконта де Кардона (1177—1225), и Геральде де Жорба-Алькаррас, возможно, сестре барона Гиллема де Кларамунта.
В начале тринадцатого века распространился слух, что он принимал активное участие в чудесном рождении Сан-Рамона Ноната.
В 1212 году Рамон Фольк де Кардона участвовал в составе армии под командованием короля Арагона Педро II Католика в победоносной битве с мусульманами при Лас-Навас-де-Толоса. В следующем 1213 году Рамон находился в свите своего отца Гиллема Фолька де Кардоны в битве при Мюре, где войска графа Раймонда VI Тулузского и короля Педро Арагонского потерпели поражение от Симона IV Монфора, затем продолжал сражаться даже после смерти Педро II при Мюре во время Альбигойского крестового похода.
В тот период Рамон де Кардона был во главе фракции дворян, которые помогали Санчо, графу Серданья и графу Руссильону, регенту короны Арагона от имени своего правнука, молодого короля Арагона и графа Барселоны, Хайме I, чтобы сохранить мир.
После смерти (12 или 13 июля 1225 г.) своего отца, Гиллема I, Рамон сменил его на посту Рамон IV, виконта Кардоны. Став виконтом, Рамон де Кардона вскоре выступил во фракции каталонской знати, восставшей против арагонского короля Хайме I Завоевателя; по этой причине Рамон Фольк де Кардона не участвовал в завоевании Майорки в 1229 году.
Согласно документу № CLXIX Histoire Générale de Languedoc 2nd Edn. Tome V, Preuves, 17 февраля 1231 года, между Рамоном IV и его женой (Raymundus Fulconis…vicecomes Cardonæ et domina Terrogia…vicecomitissa Cardonensis) и Роже Бернаром II де Фуа был предусматривал брачный контракт для обоих его двух детей: Рамон де Кардона женится на Эсклармонде де Фуа, а Бруниссенда выходит замуж за её брата Роже IV де Фуа.
После женитьбы на Инес или Агнес де Таррожа Раймунд IV проживал в основном в замке Арбека, принесенном в качестве приданого его женой вместе с другими сеньориями Сольсона и Таррожа.
Точная дата смерти Рамона IV, которая произошла около 1241 года, неизвестна. Ему наследовал единственный сын Рамон Фольк V де Кардона.
Брак и происхождение
Раймонд IV женился на Инес или Агнес де Тарроха, чьи предки неизвестны и от которых у него было двое детей:
- Рамон де Кардона[4] († 1276 г.), 7-й виконт Кардона
- Бруниссенда де Кардона († 23 марта 1293[5]), вышедшая замуж за Роже, наследника графства Фуа[4].